# Statua di Ambiorige
La Statua di Ambiorige (in francese: Statue d'Ambiorix; in neerlandese: Standbeeld van Ambiorix) è una scultura situata nella Grote Markt (Grand-Place) della città belga di Tongeren. Venne creata da Jules Bertin e fu eretta nel 1866.

## Storia

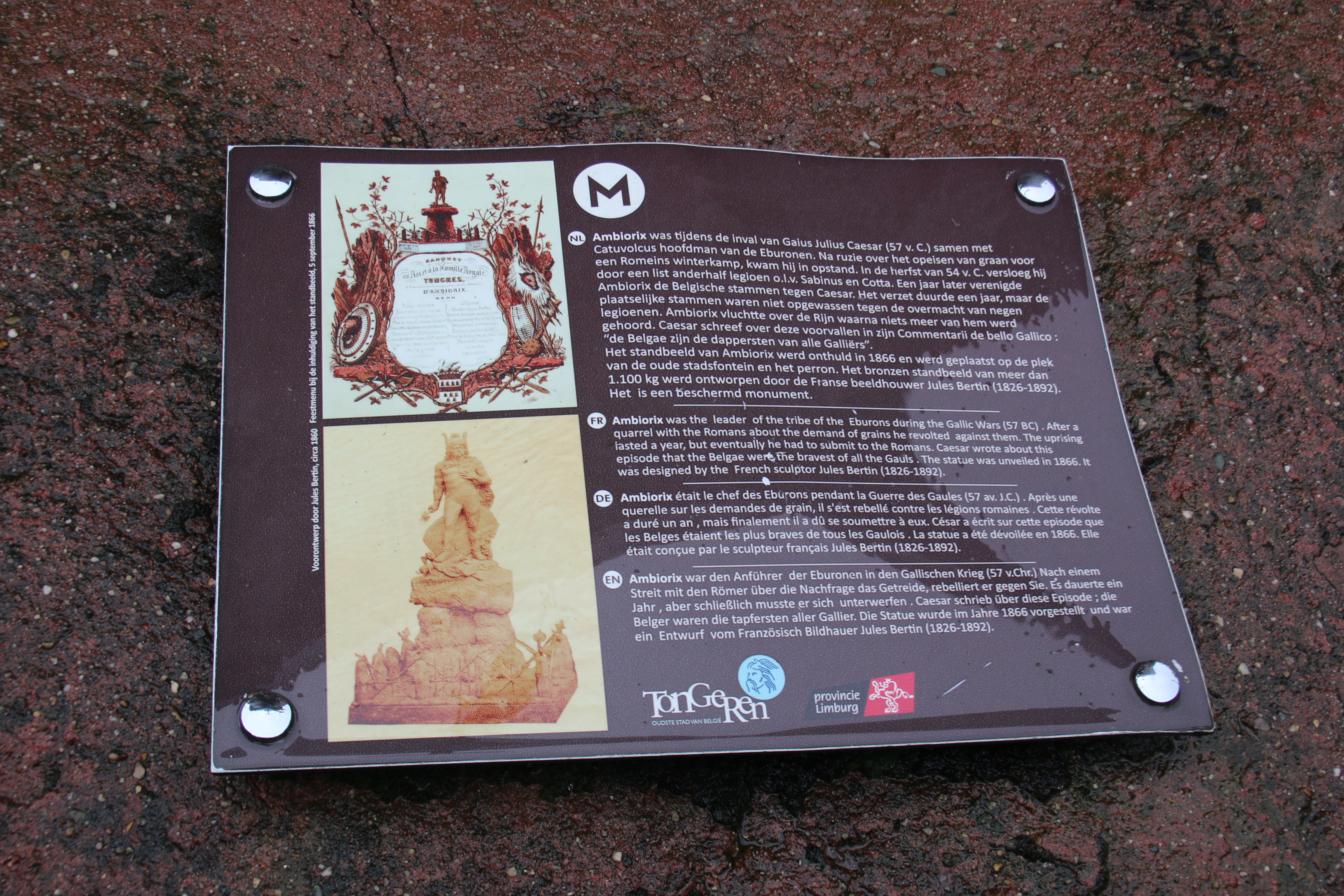
Una targa con delle informazioni su Ambiorige e sul monumento.

Il poeta Johannes Nolet de Brauwere van Steeland aveva attirato l'attenzione su Ambiorige nel 1841 con un'epopea lirica. Nel 1860, su richiesta dell'antica Società degli Antiquari di Tongeren, il consiglio municipale decise di richiedere una sovvenzione per l'erezione di una statua in onore di Ambiorige, che venne concessa nel 1865. La città venne scelta perché veniva identificata con l'antica Atuatuca Tungrorum ed era la città più antica della regione.
La commissione della scultura venne affidata all'artista francese Jules Bertin, che all'epoca viveva a Tongeren, ed egli completò l'opera nel 1866 sotto la direzione artistica di Guillaume Geefs. La statua venne posta nella Grote Markt di Tongeren, dove un tempo si trovava il perron, e si erge su un piedistallo di pietra naturale di 3 metri di altezza che venne costruito con la forma di un dolmen preistorico. Venne svelata ufficialmente il 5 settembre 1866, alla presenza del re Leopoldo II e di sua moglie, la regina Maria Enrichetta. Nel 1890, Bertin avrebbe creato un'altra statua per il successore di Ambiorige nella storia gallica, Vercingetorige. Questa statua doveva essere lo specchio della statua di Ambiorige di Tongeren e si trovava a Saint-Denis, ma venne fusa durante il secondo conflitto mondiale per riutilizzarne il metallo.
L'aquila scomparve nel 1965 a causa di un gruppo di studenti ubriachi. Uno di loro era salito sulla statua, si era lasciato andare e aveva spezzato l'aquila mentre cadeva. Fu recuperata e rimontata più di mezzo secolo dopo.

## Descrizione

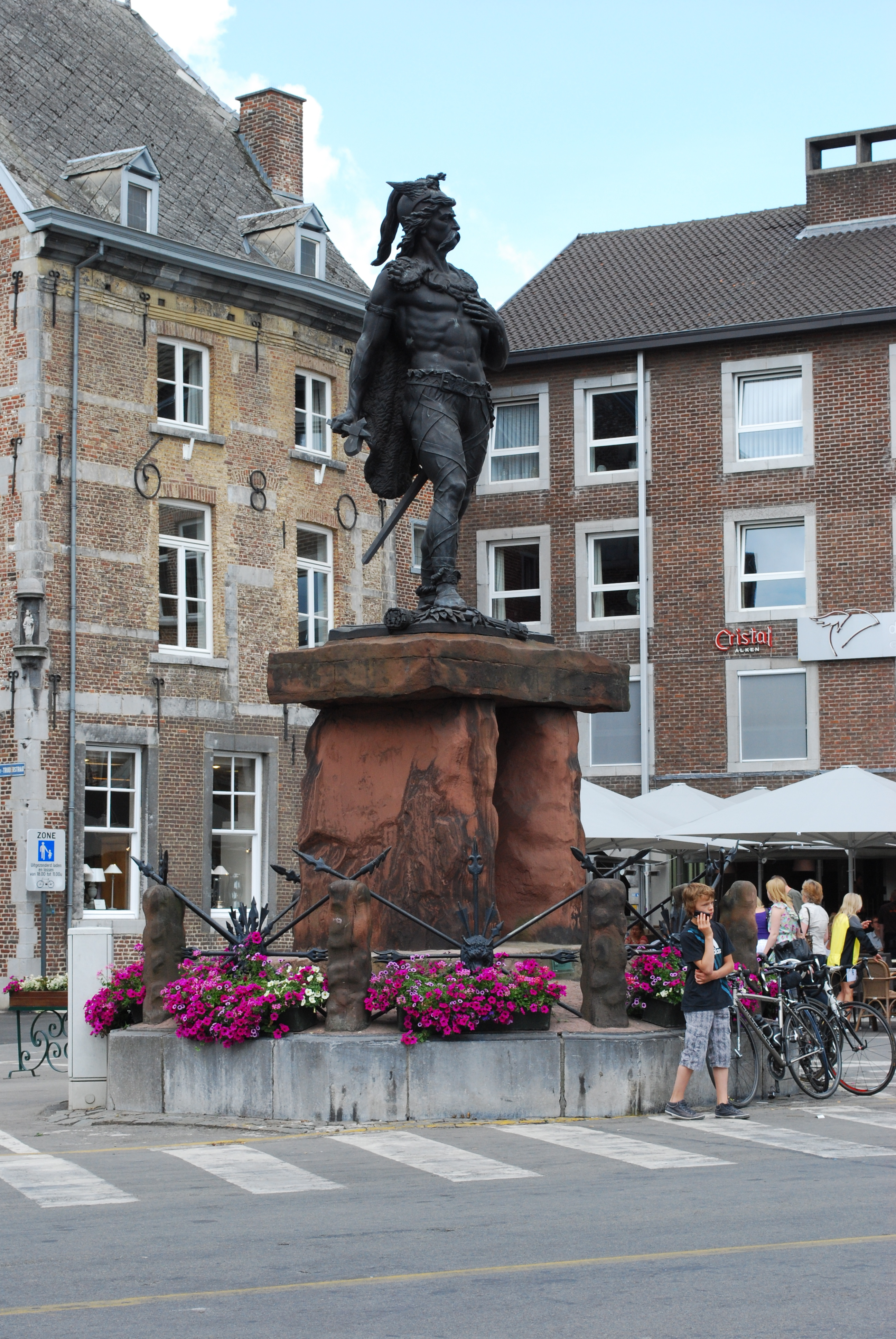
Il piedistallo anacronistico a forma di dolmen.

La scultura bronzea misura 390 centimetri e pesa 1100 chili. Il piedistallo è in pietra rossa del Lussemburgo (grès ferruginoso).
Ambiorige è rappresentato come un guerriero baffuto che calpesta una corona d'alloro e un fascio littorio romani mentre è vicino a un'aquila (come tutte le legioni, la Legio XIV distrutta aveva un'aquila romana come emblema). Il personaggio di bronzo porta la mano sinistra sul petto ed è armato con un'ascia da guerra nella mano destra e una spada nella cintura. Egli indossa dei vestiti "celtici", incluso un elmo con delle ali e un drago. Ancora più anacronistico è il piedistallo a forma di dolmen preistorico. Il recinto è decorato con delle lance, delle teste di cinghiale e delle frecce.

## Restauro
Dopo un'ispezione tecnica nel 1991, si scoprì che la statua non era più salda sulla sua base. La stessa statua sembrava in buone condizioni, ma la foglia di piombo intermedio necessaria per la stabilità era sparita del tutto e i punti di ancoraggio erano completamente arrugginiti.
Con un decreto ministeriale del 17 giugno 1992, la statua venne dichiarata ammissibile a tutela. Il primo dicembre 1992, dopo essere stata in piedi per 126 anni in qualsiasi condizione atmosferica, la statua verde bronzo venne rimossa dal suo piedistallo per un esame approfondito e un restauro. Innanzitutto venne trasferita alla caserma locale per un'ispezione più approfondita. Le indagini e le procedure amministrative proseguirono fino al 1994. Il 17 marzo di quell'anno, la scultura venne trasferita finalmente in una società specializzata brussellese. Qualche mese dopo, l'8 luglio 1994, venne interamente restaurata, ma ormai era di colore nero, e venne rimessa sul suo piedistallo.